# Lathys bin
Lathys bin là một loài nhện trong họ Dictynidae.
Loài này thuộc chi Lathys. Lathys bin được Yuri M. Marusik & Dmitri Viktorovich Logunov miêu tả năm 1991.